# Tatta
De Tatta (Russisch: Татта), ook Taatta (Таатта) of Djagadjyma (Дьагадьыма) genoemd, is een 414-kilometer lange linkerzijrivier van de Aldan in het stroomgebied van de Lena, gelegen in de Russische autonome republiek Jakoetië, in Oost-Siberië.
De Tatta ontspringt op de oostelijke uitlopers van het Lena-plateau in het oosten van het Midden-Siberisch Bergland en stroomt naar het noorden door een brede vallei. In het stroomgebied bevinden zich ongeveer 2300 meren. De rivier wordt vooral gevoed door sneeuw en is bevroren van oktober tot de tweede helft van mei, waarbij ze van december tot april tot aan de bodem is bevroren. In droge zomers kan ze uitdrogen. De belangrijkste zijrivieren zijn de Severnaja Nammara (56 km), Koetalach (80 km) aan linkerzijde en de Chondoe (58 km) aan rechterzijde.